# Moi International Sports Complex
Der Moi International Sports Complex (auch Moi International Sports Centre oder Kasarani Stadium) ist ein Fußballstadion mit Leichtathletikanlage und Sportzentrum im Gebiet Kasarani der kenianischen Hauptstadt Nairobi. Es Ist das größte Stadion des Landes.

## Stadion
Die im August 1987 fertiggestellte Anlage ist die Heimspielstätte der in der kenianischen Premier League spielenden Vereine Gor Mahia FC, Mathare United und Tusker FC. Zusätzlich ist die Sportstätte neben dem Nyayo National Stadium Nationalstadion und Austragungsort der kenianischen Fußballnationalmannschaft.
Die Veranstaltungsstätte war 2009 Austragungsort der Verleihung der MTV Africa Music Awards.

### Renovierung
Im Januar 2010 wurde mit den Renovierungsarbeiten des Stadions begonnen. Diese kosteten 900 Mio. KES, die teilweise von einem chinesischen Investor getragen wurden, und wurden von der chinesischen Baufirma Sheng Li Engineering Construction Company Limited ausgeführt. Im März 2012 wurde das Stadion wiedereröffnet und hat seitdem eine Kapazität von 60.000 Plätzen.

## Sportzentrum
Innerhalb des Sportzentrums befindet sich zusätzlich zum Stadion die Kasarani Indoor Arena mit einer Kapazität von 5.000 Plätzen. Genutzt wird diese für Volleyball, Gymnastik und andere Sportarten.
Der Kasarani Aquatic Complex ist eine Schwimmhalle mit einer olympischen Wettkampfbahn, einem Becken für Sporttaucher mit drei Sprungtürmen bis zu 10 Metern, einem Trainingsbecken und einem Kinderbecken.
Das Stadion Hotel bietet Unterkünfte mit 108 Zimmern, ein Restaurant, Bars, ein Business-Center und einen Geschenkshop.